# Pyrwomaj
Pyrwomaj (biał. Първомай) – miasto w Bułgarii; 14 tys. mieszkańców (2006).